# Прогресивна партія (Гана)
Прогресивна партія — урядова політична партія Гани за часів існування Другої республіки (1969–1972). За результатами виборів, що відбулись 29 серпня 1969 року, партія здобула 105 зі 140 місць у Національній асамблеї.
Партію очолював Кофі Бусіа, який очолив уряд 3 вересня 1969.